# IC 5049-2
IC 5049-2 — галактика типу E  M () у сузір'ї Мікроскоп.
Цей об'єкт міститься в оригінальній редакції індексного каталогу.